# Cairn von Kerléven

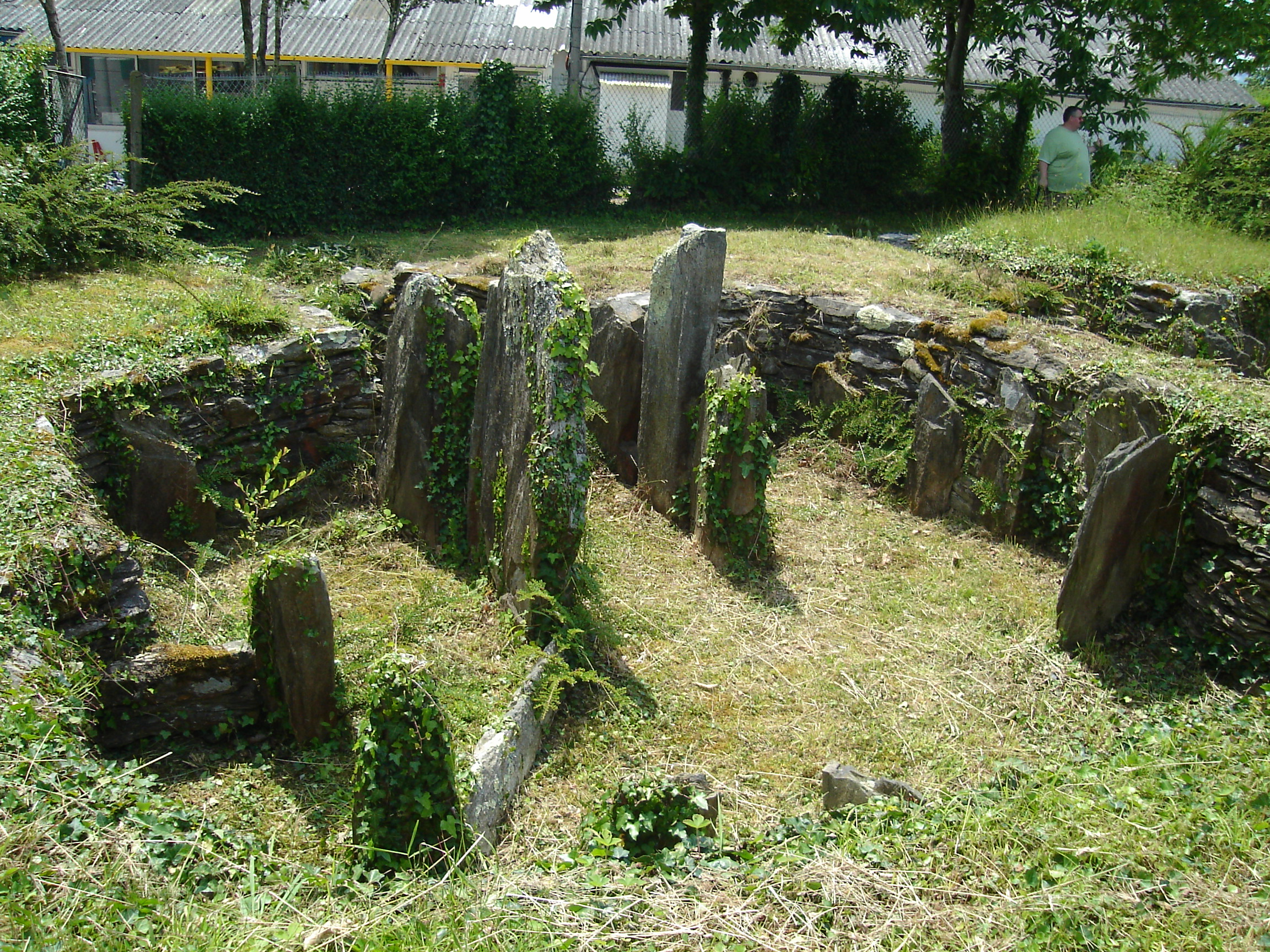
Cairn von Kerléven

Der Cairn von Kerléven beim Dorf Kerléven in La Forêt-Fouesnant (bretonisch Ar Forest-Fouenant) im Département Finistère, ist nach den Cairns von Barnenez und Gavrinis der drittgrößte Cairn der Bretagne in Frankreich. Er liegt auf dem Campingplatz Saint-Laurent, wo er 1961 entdeckt und zwischen 1962 und 1966 ausgegraben und restauriert wurde. 

## Beschreibung
Das Hügelgrab war ursprünglich mindestens zweiphasig errichtet worden, wie das von Barnenez. Nur der östliche Teil blieb erhalten. Er enthält zwei Kammern aus Trockenmauerwerk, die mit einem heute ungedeckten Gang von Süden erschlossen werden. Die Kammern sind, anders als in Barnenez, nahezu quadratisch. Die Radiokarbonmethode datierte die erste um 4825 v. Chr. und die zweite um 3800 v. Chr., was allerdings fehlerhaft sein könnte, da der Belegabstand zu groß ist.   
Während der Ausgrabungen wurden Objekte aus Feuerstein und geschliffene Äxte, vor allem aber zerscherbte Töpferware der Chassey-Lagozza-Cortaillod-Kultur entdeckt. Der Cairn von Kerleven ist seit 1965 ein Monument historique.

Cairn von Kerléven
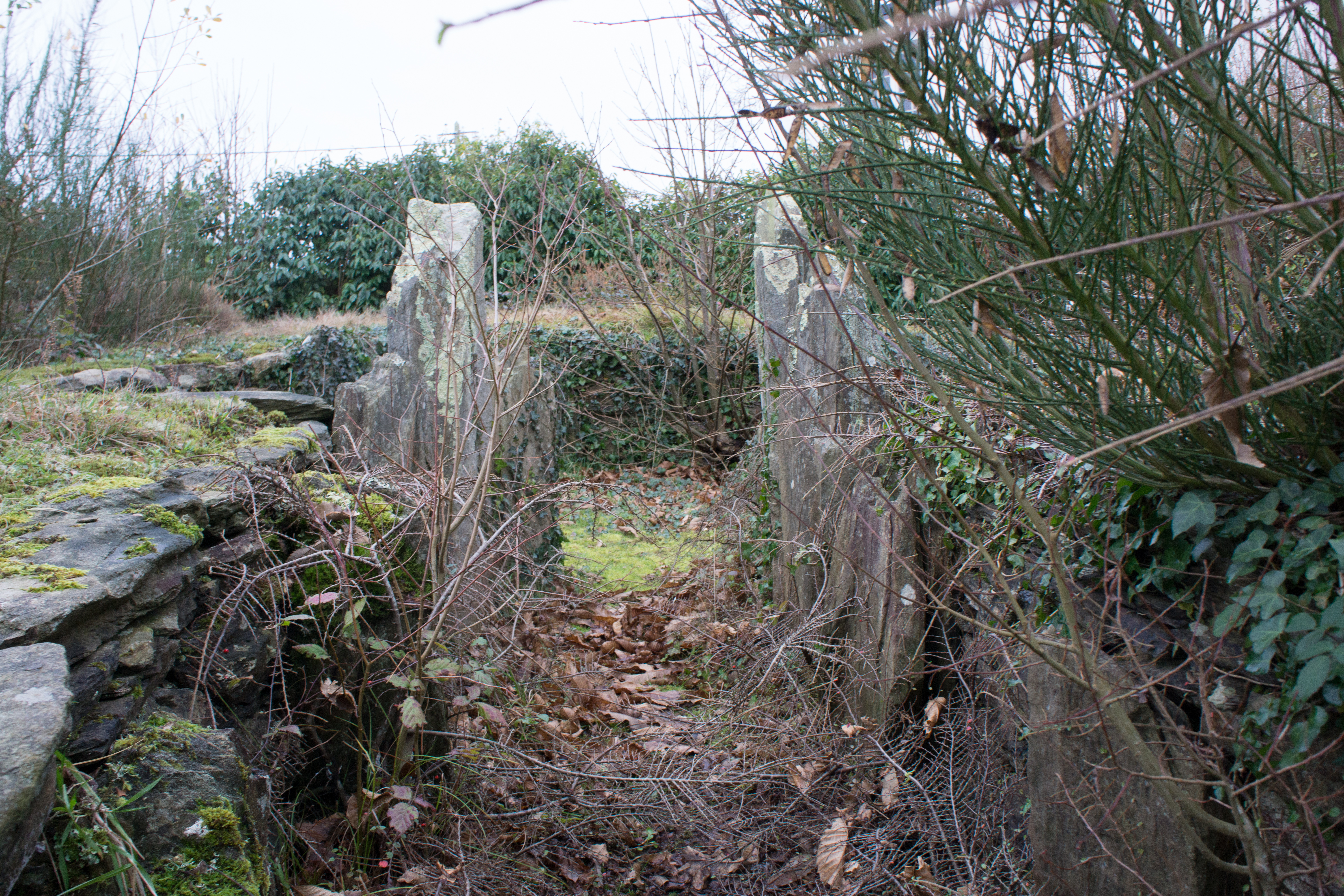
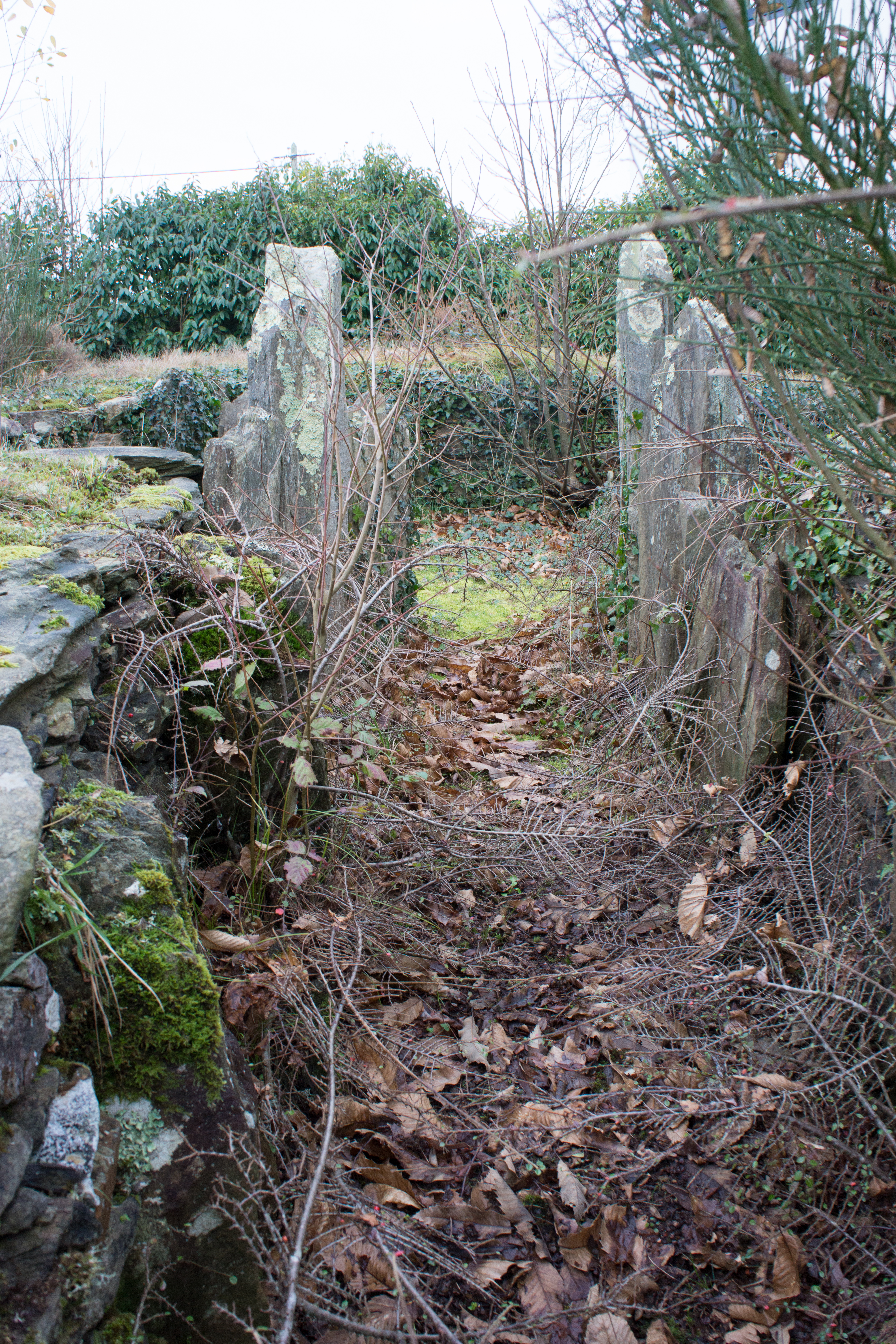
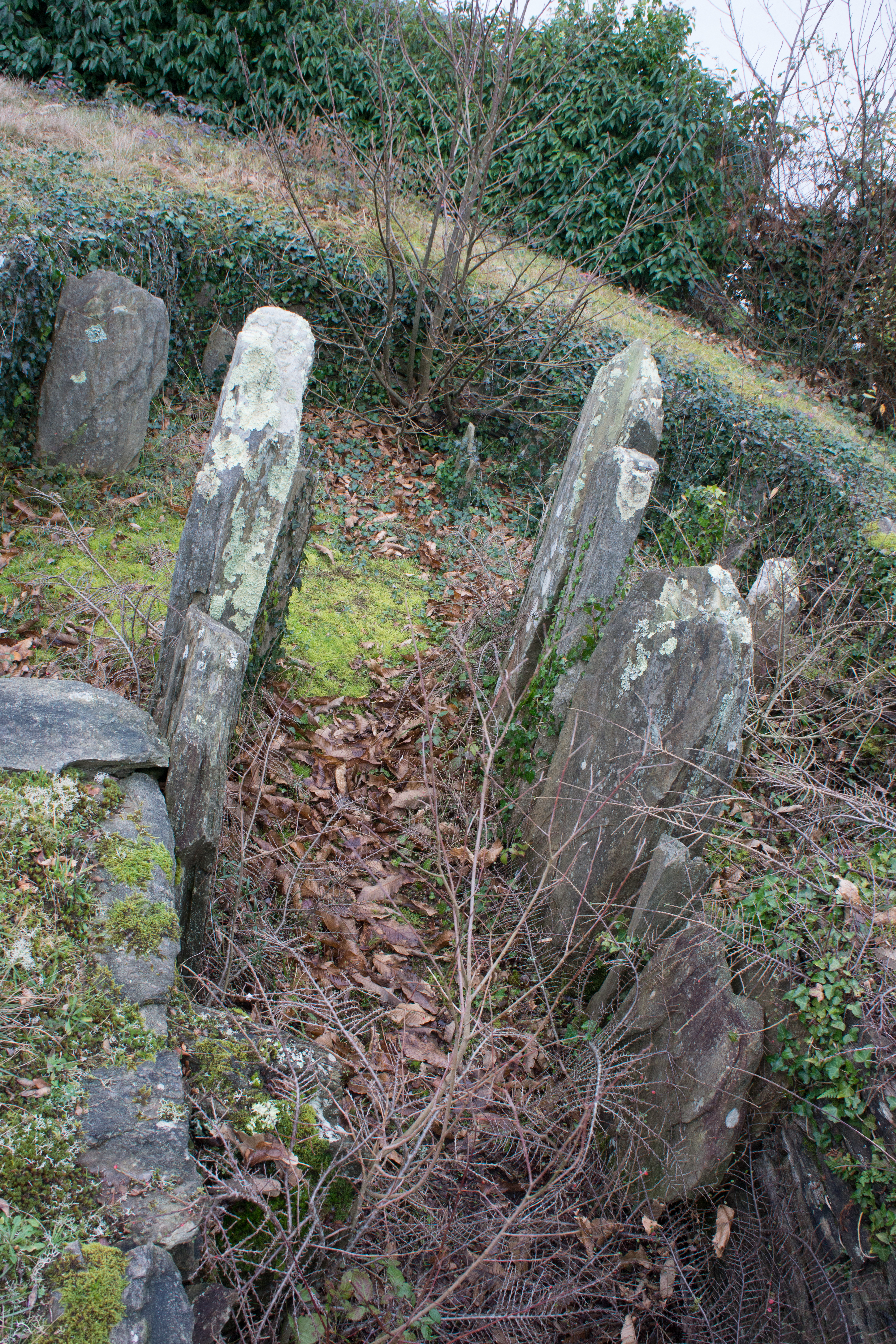
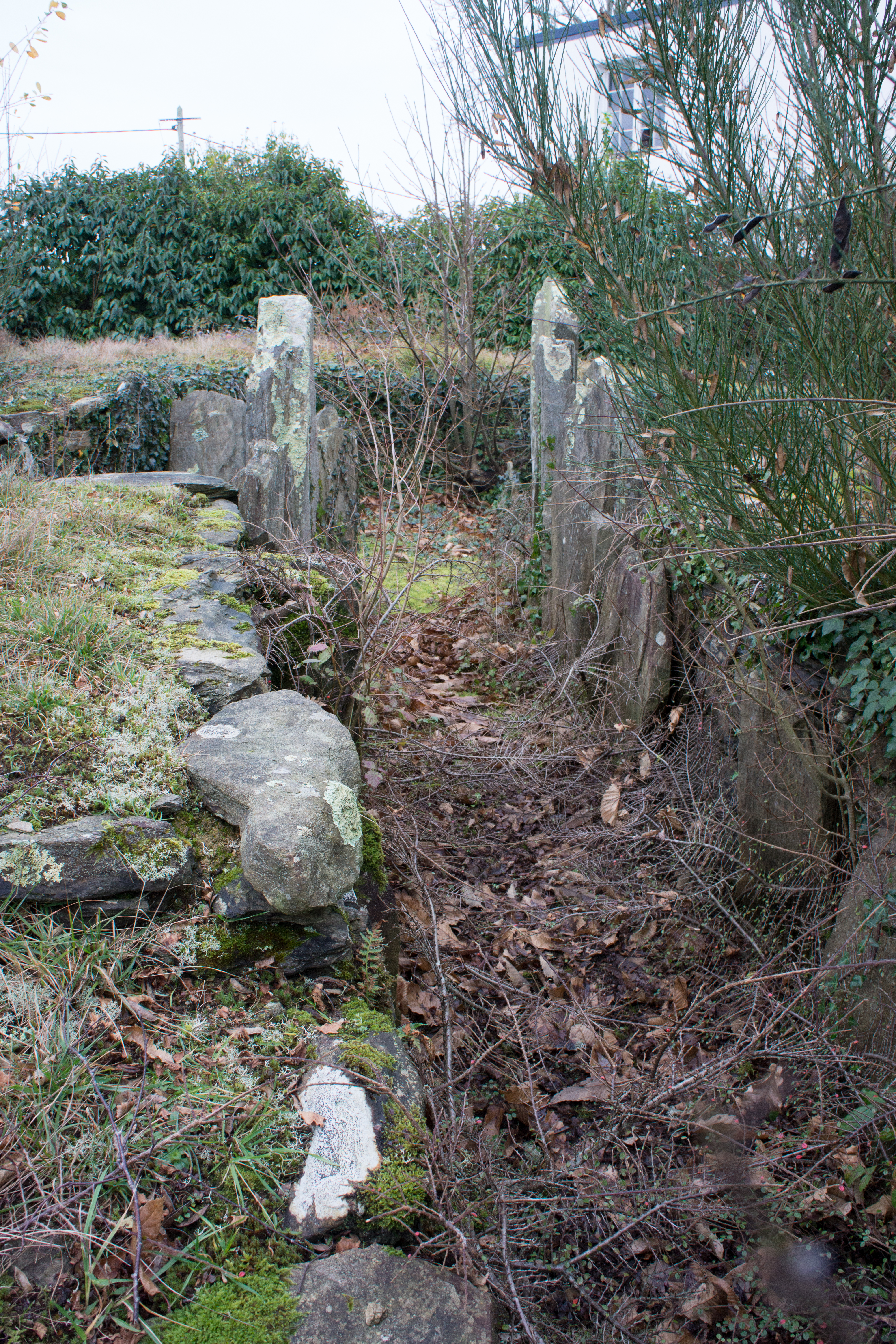
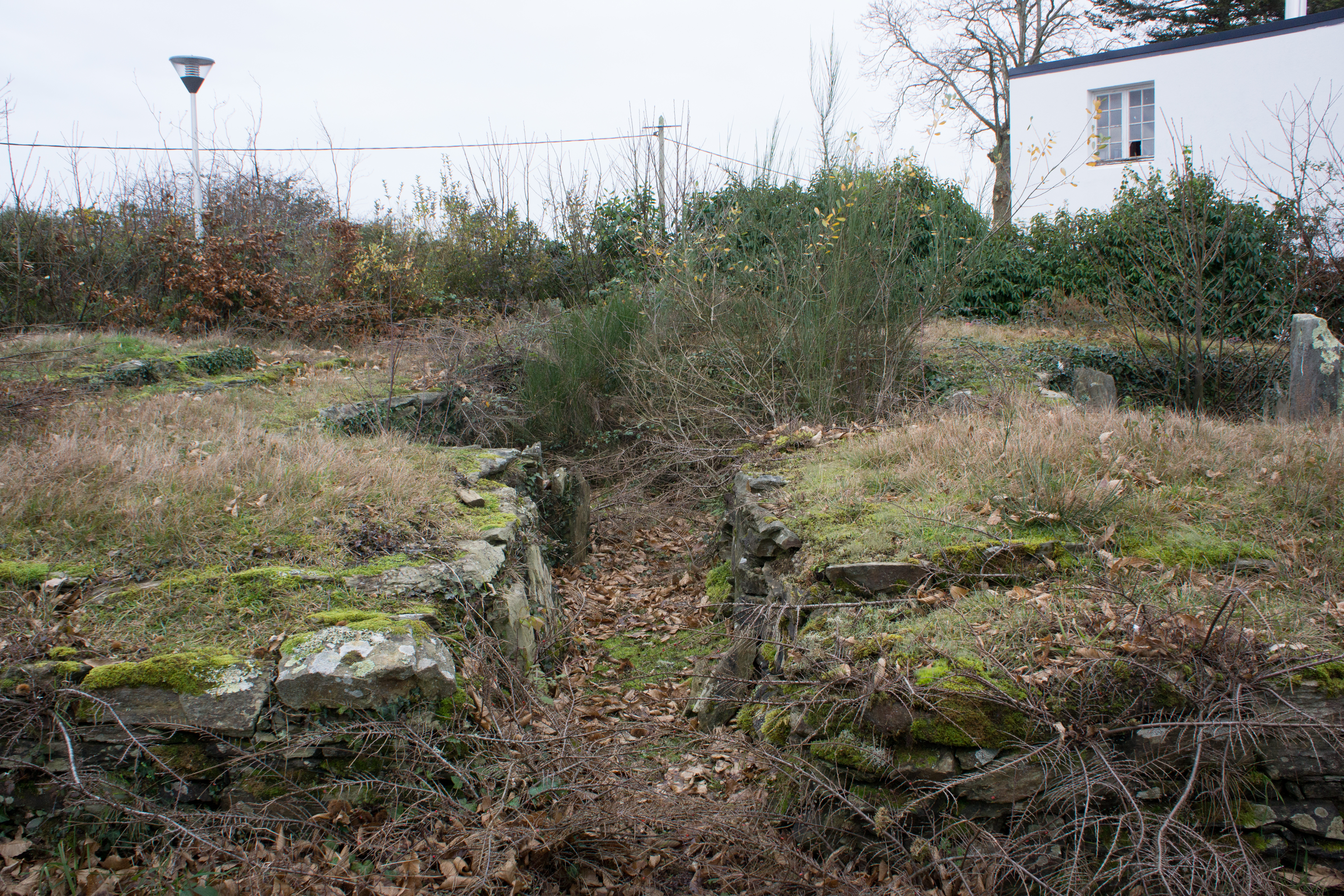

Im Weiler Chef du Bois, nördlich von Kerléven liegt der von Schatzsuchern umgestürzte, etwa 6,5 m lange Menhir de Coat ar Ster oder Chef du Bois im Wald am Boden. 